# Polioptila paraensis
La perlita de Pará (Polioptila paraensis) es una especie de ave paseriforme de la familia Polioptilidae, perteneciente al numeroso género Polioptila. Es endémica de Brasil en el sureste de la Amazonía.

## Distribución y hábitat
Se distribuye en el sureste de la cuenca amazónica brasileña, al sur del río Amazonas y al este del río Madeira, en Rondônia, sureste de Amazonas, Pará, norte de Mato Grosso, hasta el oeste de Maranhão y noroeste de Tocantins.
Esta especie es considerada rara y local en sus hábitats naturales: el dosel y los bordes de selvas húmedas de terra firme, por debajo de los 400 m de altitud.

## Sistemática

### Descripción original
La especie P. paraensis fue descrita por primera vez por el ornitólogo estadounidense Walter Edmond Clyde Todd en 1937 bajo el mismo nombre científico; su localidad tipo es: «Benevides, Pará, Brasil». El holotipo, un macho adulto colectado el 16 de septiembre de 1918, se encuentra depositado en el Museo Carnegie de Historia Natural bajo el número CM 69338.

### Etimología
El nombre genérico femenino «Polioptila» es una combinación de las palabras del griego «polios» que significa ‘gris’, y «ptilon» que significa ‘plumaje’; y el nombre de la especie «paraensis» se refiere a la localidad tipo, el estado de Pará.

### Taxonomía
La presente especie y la perlita del Río Negro Polioptila facilis eran tratadas como subespecies de la perlita guayanesa Polioptila guianensis hasta el año 2017 en que fueron separadas como especies plenas con base en los estudios morfológicos y de vocalizaciones de Whitney y Álvarez (2005) —en esta misma publicación se describió la nueva especie perlita de Iquitos P. clementsi— y Whittaker et al. (2013) —en esta misma publicación se describió la nueva especie perlita del Inamabari P. attenboroughi—, corroborados por los análisis filogenéticos de Smith et al. (2018). Todas estas especies están cercanamente emparentadas, en el denominado «complejo P. guianensis». Las separaciones fueron aprobadas en la Propuesta N° 751 al Comité de Clasificación de Sudamérica (SACC), en la cual también se reconoció a P. attenboroughi. Es monotípica.